# George Stephănescu

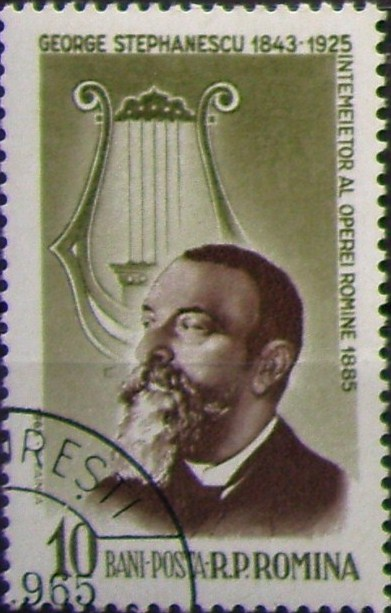
Timbru poștal românesc din 1963

Bustul în bronz a lui George Stephănescu (1843-1925), amplasat în fața clădirii Operei Naționale București. Sculptor Ion Lucian Murnu

Placă memorială aplicată pe casa din str. Pitar Moș din București, în care a locuit George Stephănescu

George Stephănescu (n. 13 decembrie 1843, București – d. 25 aprilie 1925, București) a fost un compozitor, pedagog și dirijor român.

## Biografie și operă
În anul 1843 se naște la București, George Stephănescu, fiu al Mariei (n. Crețescu) și al lui Mihail Hagi Stephan (sic; 1800-1870), negustor de origine aromână, președinte al Camerei apelative de comerț din București.
În casa părintească, încă de la o vârstă fragedă, George Stephănescu a început să se inițieze în muzică ajutat de mamasa care era pianistă și apoi de renumitul profesor Lorenz. Datorită talentului și vocației sale spre muzică, George Stephănescu a compus la numai opt ani „Carolina Polka” și la zece ani „Marșul triumfal”.
După terminarea cursurilor primare se înscrie la Colegiul Sf. Sava, unde, în afara orelor de curs, lua lecții cu profesorul Weineter. La 16 ani, când a absolvit liceul, numărându-se printre elevii premianți la învățătură, cunoștea deja patru limbi: franceza, italiana, germana și greaca.
În 1864 începe studiile la Conservatorul din București, în clasa profesorului Eduard Wachmann.
După absolvirea Conservatorului cu premiul I și medalia de aur, George Stephănescu pleacă la Paris pentru a-și desăvârși cariera, și, grație talentului său remarcabil, devine în curând un elev strălucit.
Întors în țară în 1872, George Stephănescu ocupă prin concurs catedra de canto la Conservatorul din București, unde desfășoară o  activitate prodigioasă în domeniul muzicii timp de patru decenii.
Sub directoratul lui Ion Ghica devine, în 1875, maestru-compozitor  al Teatrului Național și director al orchestrei teatrului, funcție ce o deținea până în anul 1888.
În anul 1885, George Stephănescu înființează prima trupă de operă compusă numai din artiști români. Spectacolele de operă și operetă organizate de George Stephănescu, au adus în fața publicului: „Carmen”,         „Bărbierul din Sevilla”, „Fra Diavolo”, „Faust”, „Traviata”, „Mignon”, „O noapte în Granada”, „Zâna albă”, creând astfel și o școală a genului, pentru publicul atunci în formare.
A studiat la Conservatorul din București cu Eduard Wachmann și la Conservatorul din Paris cu H. Reber (armonie), E. Auber și A. Thomas (compoziție). A fost profesor de canto la Conservatorul din București și dirijor al Teatrului național din București.
A fost inițiatorul reprezentațiilor de operă în limba română și fondatorul a trei societăți lirice premergătoare Operei române ("Mama soacră", "Cometa" și "Scaiul bărbaților").
A compus o dramă lirică, feeria muzicală "Sânziana și Pepelea", prima simfonie românească, Simfonia în la major, Uvertura națională, două sonate pentru pian și, respectiv, pentru violoncel și pian, un octet pentru coarde și suflători, un cvartet pentru coarde și unul pentru coarde, flaut și pian, lieduri, etc.
Arhitectul Victor G. Stephănescu a fost fiul acestuia.
George Stephănescu a fondat în 1892 „Compania lirică română” care a dat o serie de spectacole în sala Teatrului Liric.
Folosind experiența înaintașilor George Stephănescu scrie „Uvertura Națională” - prima lucrare simfonică românească bazată pe melodii inspirate din folclor și „Simfonia în la major”, prima simfonie românească. În domeniul muzicii de cameră a scris „Octetul în sol major” și „Septetul în sol major”. De asemenea, a scris o serie de cântece cu acompaniament de pian pe versurile poeților: Mihai Eminescu, V. Alecsandri, Al. Vlahuță, Traian Demetrescu, Iulia Hasdeu.
Unul dintre cele mai cunoscute cântece pe care le-a compus George Stephănescu este „Mândruliță de la munte”, ca și melodiile cu caracter patriotic „Sus inima” pe versuri de George Coșbuc, „Marșul steagului”, „Cântec Eroic”. A scris apoi o seamă de romanțe și șansonete pe versuri de Victor Hugo și alții.
În genul muzicii corale, George Stephănescu a lăsat o serie de lucrări cu caracter istoric „Legenda lui Ștefan Vodă” - neterminată, lucrări pe versurile poeților clasici „Codrule, codruțule”, etc. Deosebit de interesant, este și corul a capella „Banul Mărăcine” inspirată de Vasile Alecsandri, iar din creația vocal-simfonică „Imnul Agrarienilor” și lucrarea cu caracter social „Visul sclavului”.
Muzica dramatică constituie un alt aspect al creației lui George Stephănescu care compune muzica unor piese ca „Oedip și Electra” de Sofocle, „Hamlet” de Shakespeare, a compus muzica la spectacolele renumite cum sunt „Căpitanul Negru” după Stoenescu, „Amilcar Barca” după Bengescu-Dabija, „Fata de la Cozia”, „Pygmalion”, „Cazacii și polonii”, „Răzvan și Vidra”, „Fântâna Blanduziei”, „Despot Vodă”, „Ovidiu” etc.
O contribuție deosebită a adus-o și în domeniul operei și operetei. Muzica la operetele sale „Mama soacră”, pe text de Theodor Speranța și „Cometa” sunt apropiate ca factură de opera franceză. Dintre lucrările de mari proporții destinate scenei și care s-au bucurat de un mare succes a fost și „Sânziana și Pepelea” după feeria lui V. Alecsandri.
Pedagog de frunte al școlii muzicale românești, George Stephănescu are meritul de a fi lansat pe cântăreața româncă de renume mondial Hariclea Darclée  cunoscută în marile metropole ale lumii sub numele de „Privighetoarea Carpaților”, ca și pe Rodica Nestorescu, care, în 1907, a făcut cunoscut cântecul românesc la „Scala” din Milano. Tot lui George Stephănescu îi datorează succesul în muzică baritonul A. Eliade, baritonul Gr. Alexiu, suprona Alexandra Gavala, tenorii Gabrielescu și Dumitrescu și mulți alții.

## In memoriam
- În fața clădirii Operei Naționale București se găsește un bust de bronz al lui George Stephănescu, realizat de sculptorul Ion Lucian Murnu.
- Pe casa din str. Pitar Moș din București, în care a locuit George Stephănescu, a fost montată o placă memorială.
- În satul Căpățânenii Ungureni, comuna Arefu, județul Argeș se află casa în care a locuit compozitorul George Ștefănescu. Aceasta a fost construită din cărămidă, în 1873, după planurile compozitorului. Are un plan dreptunghiular cu un corp de dependințe, parterul fiind format din 6 camere, terasă de piatră și prispă, iar mansarda dintr-o singură cameră cu acces din terasă. Clădirea este declarată monument istoric, cu cod LMI AG-IV-m-B-13895, sub denumirea Casa Gheorghe Stephănescu. În fața casei se află o statuie a compozitorului George Stephănescu.[8]